# 克里斯蒂安·托罗
克里斯蒂安·托罗（西班牙語：Cristian Toro，1992年4月29日—），西班牙男子皮划艇运动员。他曾代表西班牙参加2016年夏季奥林匹克运动会皮划艇比赛，获得男子双人皮艇200米金牌。